# Håkon Lorentzen
Håkon Holmefjord Lorentzen (Bergen, 1997. augusztus 2. –) norvég korosztályos labdarúgó, aki jelenleg a SK Brann középpályása.

## Statisztika
2015. augusztus 2-i állapot.
| Norvégia         | Bajnokság        | Bajnokság | Bajnokság | Kupa  | Kupa  | Nemzetközi | Nemzetközi | Összes | Összes |
| Klub             | Idény            | Mérk.     | Gólok     | Mérk. | Gólok | Mérk.      | Gólok      | Mérk.  | Gólok  |
| ---------------- | ---------------- | --------- | --------- | ----- | ----- | ---------- | ---------- | ------ | ------ |
| SK Brann         | 2013             | 2         | 1         | 0     | 0     | 0          | 0          | 2      | 1      |
| SK Brann         | 2014             | 8         | 2         | 3     | 1     | 0          | 0          | 11     | 3      |
| Åsane Fotball    | 2015             | 14        | 2         | 2     | 1     | -          | -          | 16     | 3      |
| Karrier összesen | Karrier összesen | 24        | 5         | 5     | 2     | 0          | 0          | 29     | 7      |